# 吉井勇
吉井 勇（よしい いさむ、1886年（明治19年）10月8日 - 1960年（昭和35年）11月19日）は、大正期・昭和期の日本の歌人、劇作家、小説家である。華族（伯爵）でもあった。本名の読み仮名は「よしい いさみ」。
北原白秋らと「パンの会」を結成。石川啄木らとは雑誌「スバル」を発行して耽美派の拠点とした。人生享楽の世界を歌った『酒ほがひ』(1910年)で注目された。ほかに『祇園歌集』(1915年)など。

## 人物

### 生い立ち
維新の功により伯爵となった旧：薩摩藩士・吉井友実を祖父、海軍軍人で貴族院議員も務めた吉井幸蔵を父に、東京芝区高輪に生まれた。
幼少期を鎌倉材木座の別荘で過ごし、鎌倉師範学校付属小学校に通う（現：横浜国大附属鎌倉小学校）。1900年4月に東京府立第一中学校（現：都立日比谷高校）に入学するが、落第したため日本中学（現在の日本学園中・高）に転校した。漢学塾へ通い、『十八史略』『文章軌範』などを習う。この頃『海国少年』に短歌を投稿して1位となった。
その後、攻玉社（現：攻玉社中・高）に転じ、1904年に同校卒業。卒業後には胸膜炎（肋膜炎）を患って平塚の杏雲堂に入院するが、鎌倉の別荘へ転地療養した際に歌作を励み、『新詩社』の同人となって『明星』に次々と歌を発表。北原白秋とともに新進歌人として注目されるが、翌年に脱退する。
1908年、早稲田大学文学科高等予科（現在の早大学院高に相当）に入学する。途中専門部政治経済科に転ずるも中退した。

### 歌人として

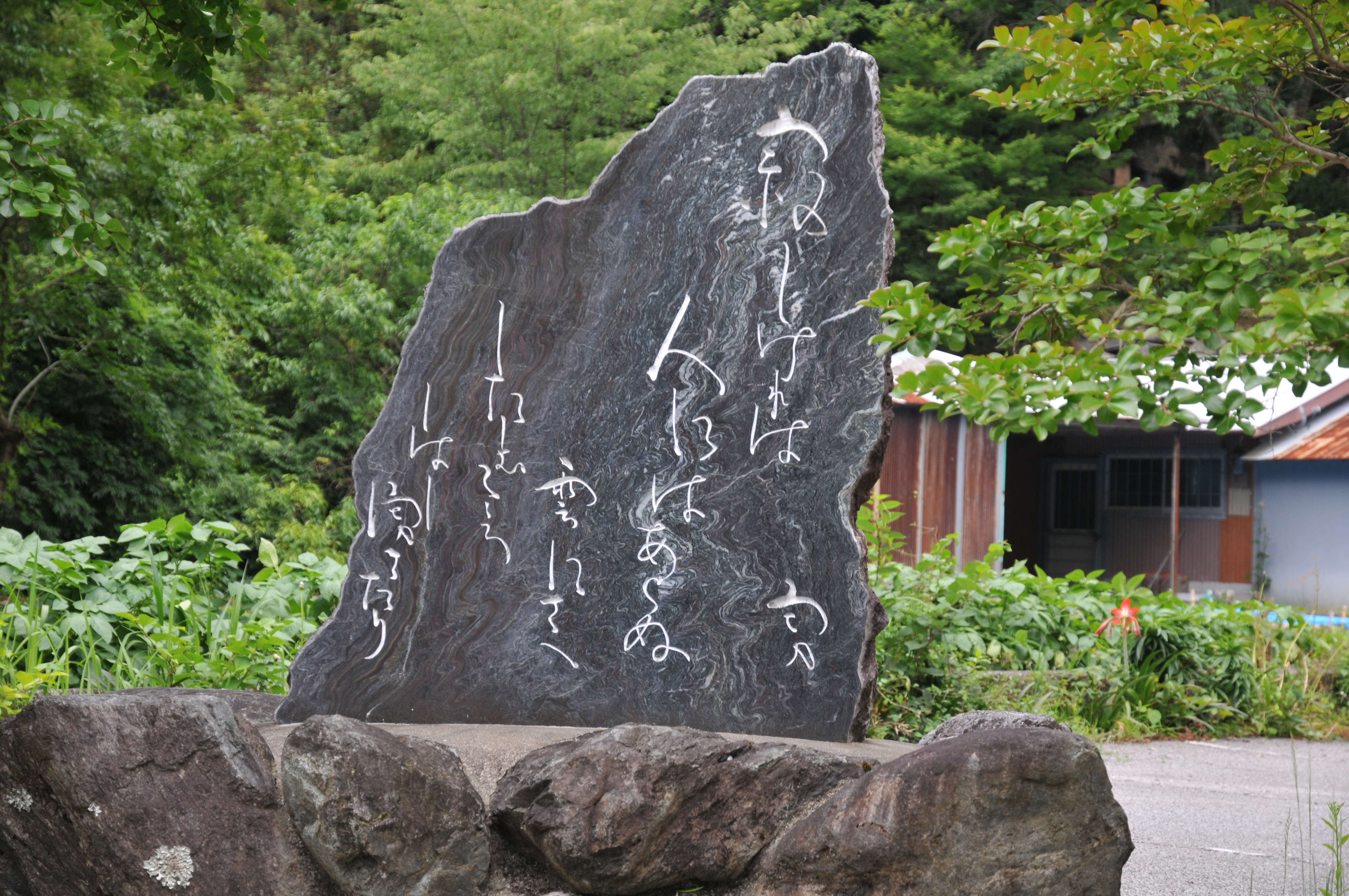
吉井勇歌碑（轟の滝）

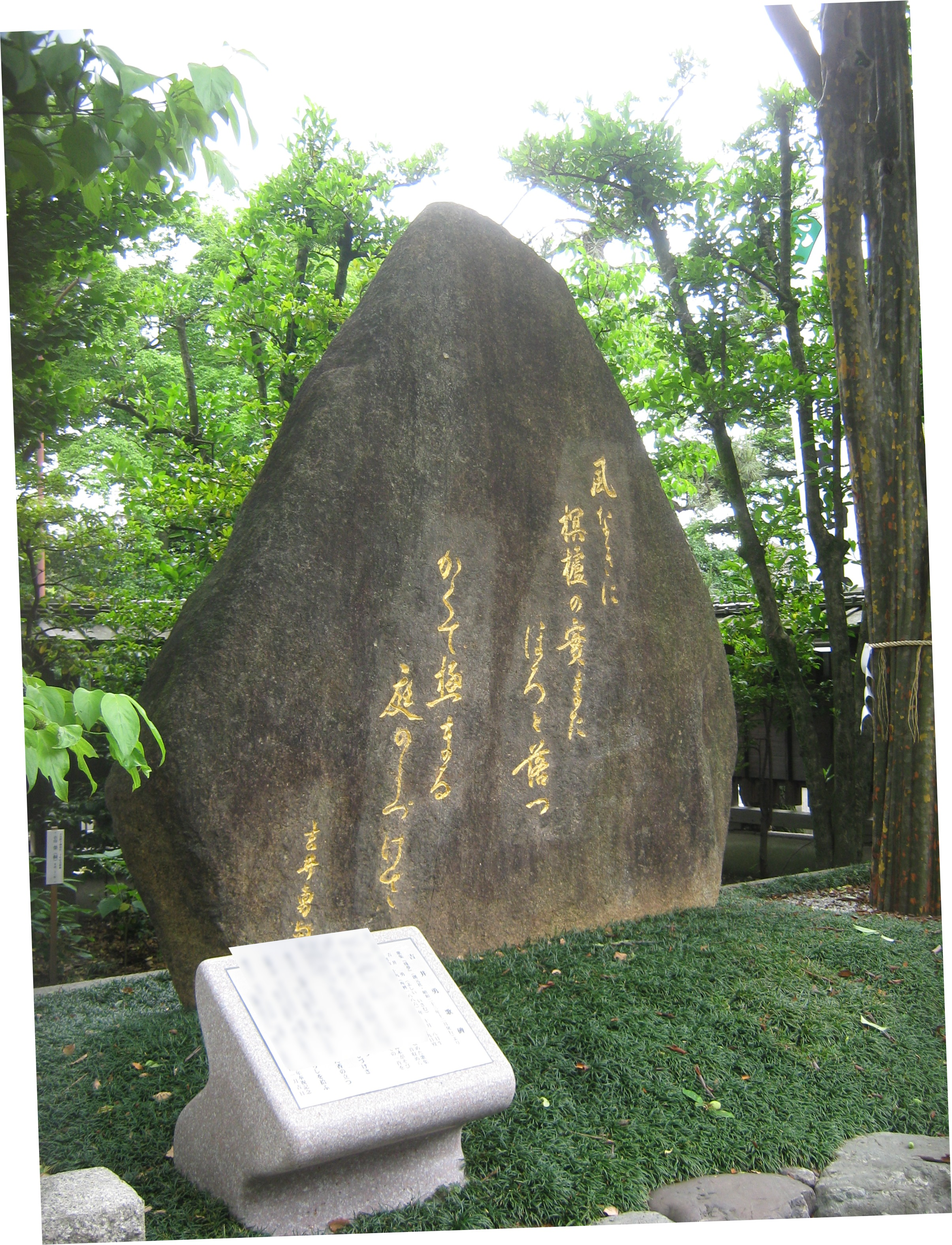
吉井勇歌碑（護王寺）

大学を中退した1908年の年末、耽美派の拠点となる「パンの会」を北原白秋、木下杢太郎、石井柏亭らと結成した。
1909年1月、森鷗外を中心とする『スバル』創刊となり、石川啄木、平野万里の3人で交替に編集に当たる。啄木とは同学年だったこともあり、特に親しかった。3月に戯曲『午後三時』を『スバル』に発表。坪内逍遥に認められ、続々と戯曲を発表して脚本家としても名を上げる。1910年、第一歌集『酒ほがひ』を刊行。翌年には戯曲集『午後三時』を刊行し、耽美派の歌人・劇作家としての地位を築いた。
1915年11月、歌集『祇園歌集』を新潮社より刊行。装幀は竹久夢二、この頃から歌集の刊行が増える。歌風は耽美頽唐であり、赤木桁平から「遊蕩文学」であるとの攻撃を招いた。歌謡曲『ゴンドラの唄』（中山晋平作曲）の作詞を手がけ、大衆の間に広く流行した。1919年11月、里見弴、田中純、久米正雄らと『人間』を創刊。1934年からの土佐猪野々（現：香美市）での隠棲生活を経て1938年に京都府京都市に移り、歌風も大きく変化していった。

### 晩年
戦後は京都市より同府綴喜郡八幡町（現：八幡市）の松花堂付近に転居。八幡町在住時代は谷崎潤一郎、川田順、新村出と親交をもった。
1947年（昭和22年）6月9日、昭和天皇が京都に行幸（昭和天皇の戦後巡幸）した際、4人は京都大宮御所に召し出され座談会に参加した。
1948年（昭和23年）に八幡町から京都市に戻る形で再転居。相前後して歌会始選者となり、同年8月、日本芸術院会員。「長生きも芸のうち」と言ったと伝えられている（1954年、8代目桂文楽が文部省芸術祭賞を受賞した時の言葉とされる）。
1949年（昭和24年）10月21日、吉井を含む日本芸術院会員8人が皇居に招かれ、午餐の御陪食を賜る。食後のお茶の席で与謝野鉄幹の思い出について語る。
1960年（昭和35年）、胃癌から転移した肺癌のため京都大学医学部附属病院で死去。戒名は大叡院友雲仙生夢庵大居士。墓所は東京・青山の青山霊園にある。

### 私生活
最初の妻・徳子は、歌人・柳原白蓮の兄である伯爵・柳原義光の次女であった。徳子とは1921年（大正10年）に結婚したが、1933年に発生したスキャンダル「不良華族事件」において徳子が中心人物であることが発覚した。事件は広く世間の耳目を集め、徳子と離婚した。離婚後、勇は高知県香美郡在所村猪野々の山里に隠棲した。
1937年、国松孝子と再婚した。孝子は芸者の母を持つ女性で、浅草仲見世に近い料亭「都」の看板美人と謳われていた。昔は竹という名だったが、結婚時に孝子に変えた。竹は震災前後の頃は浅草で一番の人気の娘で、吉井はじめ、菊池寛、久米正雄、沢田正二郎、坂本紅蓮洞ら店の常連客たちが「お竹さん結婚反対同盟」を結成したほどだったが、上野のヤマモトという喫茶店経営者に嫁入りしたのち婚家を飛び出し、再び「都」で働いていた。
結婚翌年には、2人で京都府へ移住した。勇は「孝子と結ばれたことは、運命の神様が私を見棄てなかつたためといつてよく、これを転機として私は、ふたたび起つことができたのである」と書いている。
長男の吉井滋は後楽園スタヂアムの支配人を務め、1959年6月25日のプロ野球天覧試合の実現に蔭で尽力したことで知られる。

## その他

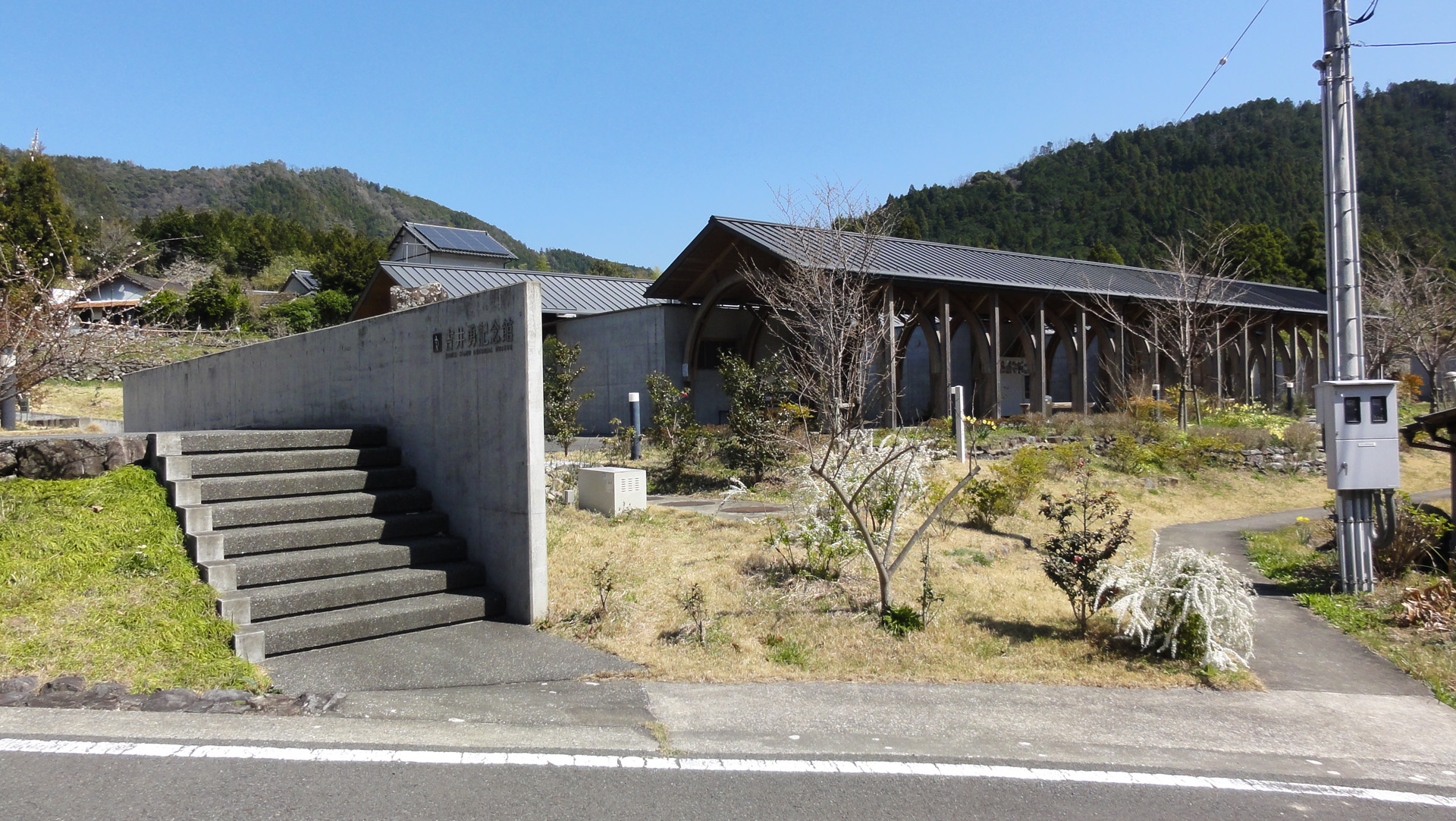
吉井勇記念館（高知県香美市）

- 早稲田大学政治経済科に進んだ頃には、父・幸蔵の資産をあてにして毎夜「紅灯緑酒の巷」を彷徨う放蕩息子となっていた。幸蔵は、1927年（昭和2年）に没したが、その際には「その道に秀でよ」との言葉を残した[10]。
- 京都市東山区の祇園・白川沿いには、鞍馬石でつくられた「かにかくに　祇園はこひし寝（ぬ）るときも　枕のしたを水のながるる」の歌碑がある[11]。勇が古希を迎えた1955年11月8日（実際の誕生日からは一月遅れ）に建てられた。毎年、祇園甲部の芸舞妓が歌碑に白菊を手向けて勇をしのぶ「かにかくに祭」が行われている。また、高知県香美市香北町の「吉井勇記念館」の他に、蔵書や遺品の一部は京都府立総合資料館にも収められている。
- 勇の訃報に接した馴染みの芸妓が「なんで菊の花になっておしまいやしたんえ」と嘆いた、と谷崎が伝えている。
- 井原西鶴を愛読、一部作品を現代語訳、戦前に春秋社「現代語西鶴全集 第7巻」を、戦後は創元社「西鶴好色全集」（全4巻）を刊行、数作が文庫再刊されている（下記参照）。
- 太宰府天満宮本殿裏手にある「お石茶屋」前には勇が詠んだ歌碑がある。
- 2012年3月、与謝野鉄幹に宛てた書簡（1905年8月11日投函）が発見され、短歌58首が記されていた紙の署名「吉井いさむ」が鉄幹の朱によって本名の「勇」と直されていた事実が判明。新詩社発行の「明星」1905年（明治38年）5月号では「吉井いさむ」となっていた筆名が同年9月号では「吉井勇」と変更されているが、与謝野鉄幹が名付け親だったことが明らかになった[12]。
- 京都市下京区の喫茶ソワレには、よく来店していたことから、店頭に「珈琲の香にむせびたるゆうべより 夢みるひととなりにけらしな」の自筆歌碑がある。

## 著書
- 『酒ほがひ』昂発行所、1910年
- 『午後三時 戯曲集』東雲堂、1911年
- 『水荘記』東雲堂、1912年
- 『夜 戯曲』春陽堂（現代文芸叢書）1912年
- 『恋人』たちばなや、1913年
- 『昨日まで』籾山書店、1913年
- 『恋愛小品』籾山書店、1913年
- 『ねむりぐさ 漫画漫筆』大屋書店、1913年
- 『恋慕流し』植竹書院（現代和歌選集叢書）1915年
- 『初恋』籾山書店、1915年
- 『東京紅燈集』新潮社、1916年
- 『俳諧亭句楽』通一舎、1916年
- 『黒髪集』千章館、1916年
- 『明眸行』天弦堂書房、1916年
- 『舞姿 祇園画集』長田幹彦共著 中沢弘光画 阿蘭陀書房、1916年
- 『新訳 絵入伊勢物語』竹久夢二画 阿蘭陀書房、1917年／新装版・国書刊行会、2011年
- 『祇園双紙』新潮社、1917年
- 『麻の葉集』平和出版社、1917年
- 『髑髏尼 脚本』平和出版社、1917年
- 『狂芸人 戯曲』春陽堂、1917年
- 『河霧』春陽堂（自然と人生叢書）1918年
- 『鸚鵡石 歌集』玄文社、1918年
- 『草珊瑚 自歌自釈』東雲堂、1918年
- 『一代女 西鶴物語』春陽堂、1918年
- 『毒うつぎ』南光書院（歌集叢書）1918年
- 『句楽の話』玄文社、1918年
- 『旅情』新潮社、1919年
- 『河原蓬 歌集』春陽堂、1920年
- 『浮世絵の顔 新錦絵帖 一の巻』大鐙閣、1920年。北野恒富画
- 『吉井勇選集』アルス名歌選、1921年。与謝野晶子編
- 『髑髏舞』新潮社（現代脚本叢書）1921年
- 『生霊』日本評論社出版部、1921年
- 『句楽の死』金星堂名作叢書　1922年
- 『狂へる恋』新潮社、1922年
- 『杯』玄文社、1924年
- 『夜の心』プラトン社、1924年
- 『暁鐘』四紅社、1925年
- 『最後の接吻・劇場入口の半時間・鴎の死骸』春陽堂（ラヂオドラマ叢書）1925年
- 『墨水十二夜』聚芳閣、1926年
- 『恋ぐさ 自歌自釈』交蘭社、1926年
- 『新釈百人一首夜話』交蘭社、1926年
- 『悪の華』宝文館、1927年
- 『生ひ立ちの記 歌ものがたり集』不二書房、1928年
- 『玉蜻 歌集』交蘭社、1928年
- 『鸚鵡杯 歌集』太白社、1930年
- 『短歌入門』誠文堂文庫、1932年
- 『人間経 歌集』政経書院、1934年、角川書店（飛鳥新書）1947年
- 『娑婆風流』岡倉書房、1935年
- 『わびずみの記』政経書院、1936年
- 『天彦 歌集』甲鳥書林、1939年
- 『洛北随筆』甲鳥書林、1940年
- 『風雪 歌集』八雲書林、1940年
- 『相聞歌物語』甲鳥書林、1940年
- 『遠天 歌集』甲鳥書林、1941年
- 『短歌歳時記』臼井書房、1942年
- 『雷 歌随筆』天理時報社、1942年
- 『朝影 歌集』墨水書房、1943年
- 『百日草』桜井書店、1943年
- 『歌境心境』湯川弘文社、1943年
- 『蓮月 戯曲』大雅堂、1943年
- 『玄冬』創元社、1944年
- 『京洛史蹟歌』大雅堂、1944年
- 『旅塵』桜井書店、1944年
- 『寒行 歌集』養徳社、1946年
- 『流離抄』創元社、1946年
- 『墨宝抄』鎌倉文庫、1947年
- 『定本吉井勇歌集』養徳社、1947年
- 『不夜庵物語』星林社、1947年
- 『市井夜講』新月書房、1947年
- 『残夢』創元社、1948年
- 『恋愛名歌物語』創元社、1951年
- 『好色一代女』角川文庫、1952年。現代語訳
- 『蝦蟆鉄拐』中央公論社、1952年
- 『吉井勇歌集』新潮文庫 1952年、復刊1994年
- 『吉井勇歌集』岩波文庫 1952年、復刊1995年ほか
- 『源氏物語 現代語縮訳版』創元社、1952年／平凡社（新装版）、2011年。蓬田やすひろ画
- 『東京・京都・大阪 よき日古き日』中央公論社、1954年／平凡社ライブラリー（改訂版）、2006年
- 『吉井勇全歌集』中央公論社、1955年／中公文庫（改訂版）、2016年
- 『形影抄 歌集』甲鳥書林、1956年
- 『京の歌ごよみ』ダヴィッド社、1957年
- 『京都歳時記』修道社、1961年
- 『吉井勇全集』全8巻 番町書房、1963年-1964年。木俣修編
- 『定本 吉井勇全集』全9巻 番町書房、1977年-1978年。復刊・日本図書センター、1998年
- 『現代語訳 好色一代男』岩波現代文庫、2015年

## 関連書籍
- 「私の履歴書」8巻 日本経済新聞社